# ArmaLite

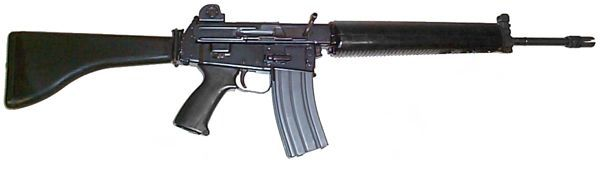
ArmaLite AR-18.

Armalite är en amerikansk vapentillverkare. Företaget grundades 1 oktober 1954 av Fairchild Engine and Airplane Corporation. Från början hade man tänkt att satsa på den kommersiella marknaden men efter framgången med deras första levererade order, AR-5:an, för amerikanska flygvapnets räkning beslöt man sig för att satsa på den militära marknaden. 
- 1961 bryter Armalite ut sig ur Fairchild.
- 1983 Köptes Armalite upp av det filippinska företaget Elisco Tool Manufacturing. På grund av ekonomiska och politiska skäl så kunde inte produktionen hållas igång.
- 1995 Köptes rätten att använda Armalite som märke av Eagle Arms och på grund av statusen hos A. så lät man Eagle Arms bli en underavdelning till Armalite

## Produktion
- AR-1 (>1954)
- AR-5 (1954-55)
- AR-7 (1959-60)
- AR-10 (1955-56)
- AR-10B (1994-96)
- AR-15 (1956-1959)
- AR-16 (1959-60)
- AR-17 (1956-62)
- AR-18 (1963-65)
- AR-20
- AR-22 (1998<)
- AR-23 (1998<)
- AR-30
- AR-50 (1998-99)